# Talian
Talian – jeden z dialektów języka weneckiego, używany głównie w „winnych” rejonach stanu Rio Grande do Sul znajdującego się w Brazylii. Talian jest nazywany czasem przez Brazylijczyków Vêneto. Językiem tym można porozumieć się także w innych częściach stanu jak również w niektórych rejonach graniczącego z Rio Grande do Sul stanie Santa Catarina.
Pomimo tego, że „nowi” Brazylijczycy przybywali z różnych rejonów Włoch, większość z nich mówiła w tym właśnie języku i dzięki temu stał on się językiem regionalnym.